# オデッセイ・オブ・ザ・マインド
オデッセイ・オブ・ザ・マインド (英語:Odyssey of the Mind) は、園児から大学生のための、創造的な問題解決コンテスト。通称、OＭあるいはOotM。
大会には5人から最大7人のチームで参加する。
Odyssey of the Mindは、クリエイティブコンペティション株式会社(英語:Creative Competitions Inc.)の商標。

## 歴史[1]

### 大会の始まり
Odyssey of the Mindのプログラムは1978年に、C・サミュエル・ミックラス(英語:C. Samuel Micklus)とセオドア・ガーリー(英語:Theodore Gourley)によって、ニュージャージー州グラスボロのグラスボロ州立大学(現在のローワン大学)で設立された。当初は「Olympics of the Mind」という名称だったが、後に「Odyssey of the Mind」に変更された。
はじめは、C・サミュエル・ミックラスによる、大学の授業内で行われていたプログラムだった。地元の教師がこの活動に賛同し、ニュージャージー州の中学校と高等学校合わせて28校の間で第1回ＯＭ大会が開催された。

### OMの国際化
1982年に、カナダからのチームがアメリカ以外のチームとして初めて参加したことが始まりである。
OMには、アルゼンチン、オーストラリア、ベラルーシ、カナダ、中国、チェコ共和国、DODDS、ドイツ、ギリシャ、香港、ハンガリー、インド、インドネシア、日本、カザフスタン、韓国、リトアニア、メキシコ、モルドバ、ポーランド、ロシア、シンガポール、スロバキア、スイス、トーゴ、イギリス、アメリカ合衆国、ウズベキスタンの国と地域が参加しており、国際的な大会となった。

## 組織
Odyssey of the Mindは、クリエイティブコンペティション株式会社によって運営され、多くのボランティアによって支えられている。

### スポンサー・パートナー

#### 国際スポンサー[2]
ARM & HAMMER － 問題解決のためにARM & HAMMER™Baking Sodaを使用しなければならないという長期課題を後援している。

#### パートナー[3]
アメリカ航空宇宙局　(英語:National Aeronautics and Space Administration) － NASAでは、複雑な問題に対する、独自の解決方法を考案できる人が、それぞれの組織の中心的な人物であると考え、OMとの適合性を高く評価している。
プレミアポートレートスタジオ　(英語:Premier Portraits Studio) － 世界大会(World Finals)でチーム写真を寄贈している。
クリエイティブ・オポチュニティ・アンリミテッド　(英語:Creative Opportunities Unlimited) － スポンサーシップ、奨学金などを通して、Odyssey of the mindのボランティアや参加者を支援している。

## 競技[4]
チームは選択した長期課題　英語(long-term problem)と、該当する階級　英語(Division)によって別けられた部門ごとに、長期課題、長期課題のスタイル　英語(Style)、スポンティニアス　英語(Spontaneous Problem)の3つの得点の合計点で競う。Odyssey of the mindの問題には、正解がない。チームは、それぞれのアイディア、創造性、独創性で、独自の解決方法を発表する。

### 階級
チームは出場資格のある最下階級で競わなければならない。
Primary － 最年長者が開催する年の5月1日時点で8歳未満である。この階級では採点をせず、競争しない。
Division I － 最年長者が開催する年の5月1日時点で12歳未満である。
Division II － 最年長者が開催する年の5月1日時点で15歳未満である。
Division III － Division I-IIの資格がなく、後期中等教育段階における生徒(高校生)以下である。
Division IV － 過半数が大学生か専門学校生である。全員が、同じ教育機関に通う必要はない。
Virtual Team Division IV － Division I-IIIの資格を持たない個人のグループ。

### 長期課題
チームは、長期課題を、problem1-5から1つ選択する。Primaryの階級には、Primary用の問題がある。チームは問題を、演劇を披露するなかで解決・解答方法を発表する。問題の解答には、すべて8分間の制限時間がある。チームは数か月の時間をかけて、解答を模索し、演劇での発表に向けて練習をする。問題内容は毎年異なるが、部門によって問題の種類は統一されている。
Problem 1 － ヴィークル部門。1台以上のヴィークルを設計・製造し、演劇の中で動かし、問題を解決する。
Problem 2 － テカニカル部門。特定の機能又は、仕事をする1つ以上のデバイスを作成する。チームは演劇による解答内容とデバイスの技術的な成果を採点される。
Problem 3 － クラッシック部門。神話、芸術、音楽、考古学など、クラッシック(古典)なものに関する問題。
Problem 4 － ストラクチャー部門。バルサ材と接着剤だけでストラクチャーを設計、構築する。チームは、演劇の最中にストラクチャーが壊れるまで重さを加える。例えば、スロープを転がったボールの衝撃に耐えたり、ストラクチャーの上にバーベルの重りを、ストラクチャーが壊れるまで載せ続けたりする。
Problem 5 － パフォーマンス部門。チームは、問題によって決められた物語の設定から、チーム独自のストーリーを創作し発表する。

#### 得点
長期課題の得点は200点満点。各部部門ごとの最高スコアを取ったチームには200点満点が与えられ、そのほかのチームには200点満点のうちの、最高スコアのチームと比べた自身のチームのスコアの割合の点数が与えられる。例えば最高スコアのチームのスコアが186点な場合、93点のスコアのチームには100点が与えられる。スコアの採点には、「主観的な採点」と「客観的な採点」との２つのカテゴリがある。「主観的な採点」は、創造性、品質、有効性、ユーモアなジャッジ個人の判断による採点。「客観的な採点」は、チームが問題の特定の要件を満たしたかどうかに基づいた絶対的な採点。

#### 費用の制限
長期課題には問題解決の発表するための費用に制限がある。ヴィークルやデバイス、ストラクチャーの制作費から演劇の大道具、衣装、小道具までの、すべてにかかった費用である。通常、Problem1・2・4が145米ドル、Problem3・5が125米ドルである。

#### スタイル
チームは長期課題のスタイルに対して、問題の解決方法の内容に関わらず、最大50点の得点が与えられる。各チームへの配点は、長期課題と同じ方法で、スタイルで最高スコアを取ったチームに50点満点が与えられ、そのほかのチームには、50点満点のうちの、最高スコアのチームと比べた自身のチームのスコアの割合の点数が与えられる。採点項目は、「必須項目」と、「選択項目」がある。「必須項目」は、通常、各Problemに1-2つ共通の項目がある。「選択項目」は、各チームが採点されたい項目を、自由に選択する。チームは既に採点されたものを選択することはできない。ただし、既に採点されたものの別の側面を選択することは可能である。例えば、性能や機能を採点されたヴィークルは、その外観について採点されるように選択することが可能である。

#### 過去の問題
公式ホームページ、"Past Problems"を参照

### スポンティニアス
チームは、解答部屋に入るまで、問題内容を知らない。チームは、出された問題に対して、瞬時に解決方法を考え、議論し、発表しなければならない。公平性を確保するため、チームは問題内容を、大会が終わるまで解答部屋の外で話してはいけない。しかし、チーム内でのみ議論をすることができる。

#### 問題
問題の種類は、「Verbal」「hands-on」「Verbal/hands-on」の3種類存在する。どの種類の問題が出るかは分からない。
Verbal － チームは問題に対して、口頭で解決方法を発表する。
hands-on － チームは問題に対して、与えられた工具、材料を使って、物理的な解決方法を作成し発表する。
Verbal/hands-on －「Verbal」と「hands-on」を組み合わせた問題。チームは問題に対して物理的な解答策を作成し、解答策に関するストーリーを作るなど、口頭要素を含めて解決方法を発表する。

#### 得点
スポンティニアスの得点は100点満点。各チームへの配点は、長期課題、スタイルと同じ方法で、スポンティニアスで最高スコアを取ったチームに100点満点が与えられ、そのほかのチームには、100点満点のうちの、最高スコアのチームと比べた自身のチームのスコアの割合の点数が与えられる。

## ピントレード
ピンバッジの交換は大会の伝統文化である。世界大会では、毎年、その年の世界大会と長期課題のロゴがデザインされたピンバッジを制作、販売している。チームは、自身の国や地域を象徴するデザインのピンバッジを大会に持参し、交換する。

## World Finals[注釈 3]
世界大会は地区大会を勝ち上がったチームが参加できる。

### 過去の世界大会[5]
| 年   | 開催地                                                                | 開催日    | 備考                                           |
| ---- | --------------------------------------------------------------------- | --------- | ---------------------------------------------- |
| 1981 | グラスボロ州立大学,NJ                                                 | 6/4-5     |                                                |
| 1982 | グラスボロ州立大学,NJ                                                 | 5/27-28   | 初めての国際大会                               |
| 1983 | 中央ミシガン大学,MI                                                   | 5/26-27   |                                                |
| 1984 | アクロン大学アクロン校,OH                                             | 5/30-6/1  |                                                |
| 1985 | メリーランド大学カレッジパーク校,MD                                   | 6/5-7     | Primaryの階級ができる。                        |
| 1986 | ノーザンアリゾナ大学,AZ                                               | 5/28-30   |                                                |
| 1987 | 中央ミシガン大学,MI                                                   | 5/28-30   |                                                |
| 1988 | メリーランド大学カレッジパーク校,MD                                   | 6/2-4     |                                                |
| 1989 | コロラド大学ボルダー校,CO                                             | 5/25-27   |                                                |
| 1990 | アイオワ州立大学エイムズ校,IA                                         | 5/31-6/2  |                                                |
| 1991 | テネシー大学ノックスビル校,TN                                         | 5/23-25   |                                                |
| 1992 | コロラド大学ボルダー校,CO                                             | 5/28-30   |                                                |
| 1993 | メリーランド大学カレッジパーク校,MD                                   | 6/2-5     |                                                |
| 1994 | アイオワ州立大学エイムズ校,IA                                         | 6/1-4     |                                                |
| 1995 | テネシー大学ノックスビル校,TN                                         | 5/24-27   |                                                |
| 1996 | アイオワ州立大学エイムズ校,IA                                         | 5/29-6/1  |                                                |
| 1997 | メリーランド大学カレッジパーク校,MD                                   | 6/4-7     |                                                |
| 1998 | ディズニー・ワイド・ワールド・オブ・スポーツレイク・ブエナ・ビスタ,FL | 5/27-30   |                                                |
| 1999 | テネシー大学ノックスビル校,TN                                         | 5/26-29   |                                                |
| 2000 | テネシー大学ノックスビル校,TN                                         | 5/31-6/3  |                                                |
| 2001 | メリーランド大学カレッジパーク校,MD                                   | 6/2-5     |                                                |
| 2002 | コロラド大学ボルダー校,CO                                             | 5/22-25   |                                                |
| 2003 | アイオワ州立大学エイムズ校,IA                                         | 5/28-31   |                                                |
| 2004 | メリーランド大学カレッジパーク校,MD                                   | 5/29-6/1  | World Finals 25周年                            |
| 2005 | コロラド大学ボルダー校,CO                                             | 5/21-24   |                                                |
| 2006 | アイオワ州立大学エイムズ校,IA                                         | 5/24-27   |                                                |
| 2007 | ミシガン州立大学イーストランシング校,MI                               | 5/23-26   |                                                |
| 2008 | メリーランド大学カレッジパーク校,MD                                   | 5/31-6/3  |                                                |
| 2009 | アイオワ州立大学エイムズ校,IA                                         | 5/27-30   |                                                |
| 2010 | ミシガン州立大学イーストランシング校,MI                               | 5/26-29   |                                                |
| 2011 | メリーランド大学カレッジパーク校,MD                                   | 5/27-30   |                                                |
| 2012 | アイオワ州立大学エイムズ校,IA                                         | 5/23-26   |                                                |
| 2013 | ミシガン州立大学イーストランシング校,MI                               | 5/22-25   |                                                |
| 2014 | アイオワ州立大学エイムズ校,IA                                         | 5/28-31   |                                                |
| 2015 | ミシガン州立大学イーストランシング校,MI                               | 5/20-23   |                                                |
| 2016 | アイオワ州立大学エイムズ校,IA                                         | 5/25-28   |                                                |
| 2017 | ミシガン州立大学イーストランシング校,MI                               | 5/24-27   |                                                |
| 2018 | アイオワ州立大学エイムズ校,IA                                         | 5/23-26   |                                                |
| 2019 | ミシガン州立大学イーストランシング校,MI                               | 5/22-25   | World Finals 40周年                            |
| 2020 | オンライン                                                            |           | COVID-19感染拡大により、初めてオンラインで開催 |
| 2021 | ・オレンジカウンティコンベンションセンター,FL ◦ヴァーチャル           | ・6/11-12 | 現地でのWFsとヴァーチャルWFsの両方を開催。     |
| 2022 | ・アイオワ州立大学エイムズ校,IA ◦ヴァーチャル                         | ・5/25-28 | 現地でのWFsとヴァーチャルWFsの両方を開催。     |
| 2023 | ミシガン州立大学イーストランシング校,MI                               | 5/24-27   | 日本チーム初優勝                               |

### フロート・バナー パレード
世界大会の参加チームのうち、希望チームが参加する。参加チームはフロートパレードかバナーパレードのどちらかに参加する。パレードには、メンバーに加えコーチ、監督、引率者も参加可能である。それぞれのパレードの上位10チームが表彰される。長期課題、スタイル、スポンティニアスによる競技の採点には影響しない。

#### フロートパレード
参加チームは、各チーム1つのフロート車を制作しパレードに参加する。

#### バナーパレード
参加チームは、各チーム1つのバナー(横断幕)を制作しパレードに参加する。

## マスコットキャラクター

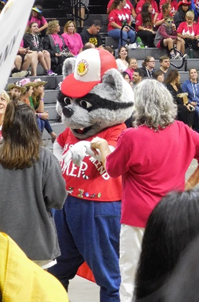
踊るオマー。Opening Ceremony, 2017 Odyssey fo the Mind World Finals にて。

オマー(英語:OMER)－1988年より。アライグマをモデルとしたキャラクター。アメリカでは、アライグマは、独創性や問題解決能力を持ち、様々ないたずらをする賢い動物として知られている。

## 日本の参加状況と実績
日本からは「豊田少年少女発明クラブ」と「刈谷少年少女発明クラブ」の2チームしか出場していない。

### 豊田少年少女発明クラブ
1990年から参加。主に、Problem4に出場。
| 年   | 総合順位/参加チーム数 (部門) | 備考                                               |
| ---- | ---------------------------- | -------------------------------------------------- |
| 1990 | 27位/45 (P1) 31位37 (P4)     | 日本初出場                                         |
| 1991 | 3位/37 (P1) 28位/36 (P4)     |                                                    |
| 1992 | 13位/42 (P1) 14位/53 (P4)    |                                                    |
| 1993 | (資料無)                     |                                                    |
| 1994 | 7位/39 (P1) 28位/54 (P4)     |                                                    |
| 1995 | 16位/63 (P1) 34位/47 (P4)    |                                                    |
| 1996 | 13位/67 (P1) 34位/47 (P4)    |                                                    |
| 1997 | 41位/44 (P1) 5位/44 (P4)     |                                                    |
| 1998 | 26位/46 (P4)                 |                                                    |
| 1999 | 56位/23 (P4)                 |                                                    |
| 2000 | 16位/44 (P4)                 |                                                    |
| 2001 | 53位/10 (P4)                 |                                                    |
| 2002 | 38/43位 (P4)                 |                                                    |
| 2003 | - - -                        | 感染症流行による参加見合わせ                       |
| 2004 | 21位/42 (P1) 9位/41 (P4)     |                                                    |
| 2005 | 5位/50 (P4)                  |                                                    |
| 2006 | 16位/53 (P4)                 |                                                    |
| 2007 | 7位/63 (P4)                  |                                                    |
| 2008 | 6位/59 (P4)                  | スポンティニアス1位。                              |
| 2009 | - - -                        | 感染症流行による参加見合わせ                       |
| 2010 | 19位/46 (P4)                 | Problem4-Division IIIに出場。                      |
| 2011 | 20位/55 (P1) 19位/54 (P4)    | Problem1,4の両方に出場。共にDivision II。          |
| 2012 | 3位/56 (P4)                  |                                                    |
| 2013 | 9位/53 (P4)                  |                                                    |
| 2014 | 3位/53 (P4)                  |                                                    |
| 2015 | 13位/56 (P4)                 |                                                    |
| 2016 | 7位/55 (P4)                  | スタイル1位。 ラナトラファスカ賞獲得。             |
| 2017 | 4位/55 (P4)                  |                                                    |
| 2018 | 3位/57 (P4)                  | スタイル1位。                                      |
| 2019 | 4位/63 (P4)                  |                                                    |
| 2020 | 17位/42 (P4_Virtual)         | ヴァーチャルWFs。                                  |
| 2021 | 2位/47 (P4_Virtual)          | ヴァーチャルWFs。 ラナトラファスカ賞獲得。         |
| 2022 | 1位/5 (P4_Virtual)           | ヴァーチャルWFs。 長期課題、スタイル共に1位。      |
| 2023 | 1位/47 (P4)                  | 長期課題、スポンテニアス共に1位。 現地日本初優勝。 |
| 2024 | 1位/49 (P4)                  | 長期課題、荷重、スタイル１位。 大会3連覇達成。     |

### 刈谷少年少女発明クラブ
2004年から参加。Problem4(2004－2010)、Problem1(2010－)に出場。
| 年   | 総合順位         | 備考                                      |
| ---- | ---------------- | ----------------------------------------- |
| 2004 |                  |                                           |
| 2005 |                  |                                           |
| 2006 | 33位             |                                           |
| 2007 | 20位             |                                           |
| 2008 | 11位             |                                           |
| 2009 |                  |                                           |
| 2010 | 9位(P1) 10位(P4) | Problem1,4の両方に出場。共にDivision II。 |
| 2011 | 20位             | 以降、Problem1にのみ出場。                |
| 2012 |                  |                                           |
| 2013 | 5位              |                                           |
| 2014 | 1位              |                                           |
| 2015 | 8位              |                                           |
| 2016 | 4位              |                                           |
| 2017 | 3位              | 長期課題1位。                             |
| 2018 | 4位              |                                           |
| 2019 | 4位              |                                           |
| 2020 |                  | ヴァーチャルWFs                           |
| 2021 | 4位              | 長期課題1位。ヴァーチャルWFs              |
| 2022 | 1位              | ヴァーチャルWFs                           |